# HaFraBa
HaFraBa es una abreviatura que en alemán viene a denominarse: «Verein zum Bau einer Straße für den Kraftwagen-Schnellverkehr von Hamburg über Frankfurt a. M. nach Basel» que traducido es: «Miembros reunidos para la construcción de la primera carretera de automóviles rápidos desde Hamburgo pasando por Frankfurt hasta Basilea», estableciendo históricamente los primeros pasos de la Autobahn en Alemania. Este trazado inicial coincide hoy en día completamente con la Autobahn numerada como A 5 y en el norte con algunos tramos de la A 7.

## Historia

### Las motivaciones iniciales
En los años 20 Alemania no tenía una fuerte motorización, si lo comparamos con otros países europeos. Esta débil motorización tenía diversas razones: los años entre el 1919 y el 1923 tras la Primera Guerra Mundial tuvo un apoyo desfavorable hacia la compra y venta de automóviles para el alemán medio. La inflación del 23 no hacía atractivo a los consumidores la compra de un coche. A esta situación se añade que los impuestos de lujo gravaban la tenencia y la compra de coches por el gobierno federal, esta situación se mantuvo hasta el año 1926 en el que se pudo ver como decrecían las ventas de automóviles. Ya en los años siguientes entre el 1923 y el 1933 se estableció como debate el intento de dar solución a los siguientes puntos:
- El incremento del tráfico de vehículos motorizados.
- La posibilidad de extender el sistema de carreteras.
- La definición y construcción de una red de autovías eficaces.
- La financiación de la construcción y mantenimiento de las mismas.
- La reestructuración de la responsabilidad para la construcción de las autovías entre diferentes estados federales y comunidades.
- Los impuestos al tráfico motorizado que usa las infraestructuras.
- La pujanza entre el tráfico rodado y el ferroviario, las consecuencias de desplazar el tráfico ferroviario a tráfico rodado en automóvil, autobús y camión.

### El inicio de la HaFraBa
La asociación se estableció por primera vez el 6 de noviembre de 1926 en Fráncfort del Meno y ya desde sus comienzos proyectó una carretera de «conducción rápida» que uniera la ciudad de Hamburgo por Kassel y Fráncfort del Meno hasta Basilea (y que continuará a través de Suiza hasta Génova). La fundación fue precedida de una conferencia establecida el 9 de septiembre de 1926 en la que se invitaron a 70 ciudades para presentar el nuevo proyecto y solicitar financiación para el mismo. Se expusieron durante las primeras fases diversas necesidades, como la de poder ofrecer un atractivo para el turismo por carretera. Esta idea se menciona inicialmente con el objetivo concreto de ofrecer a los turistas que llegan por coche desde los puertos de Hamburgo y Bremen con dirección a diferentes ciudades del mar mediterráneo. No obstante la fuerte participación de las instituciones municipales en el proyecto HaFraBa hizo que entrara una cantidad fuerte de dinero público en los proyectos iniciales.
El proyecto nacía con ideas ambiciosas ya que debía pasar por diversos estados federales en Alemania y además existía el debate acerca de como debía organizarse geográficamente la red de Autobahn a lo largo de todo el territorio alemán. Los estudios de la época predecían una red de cerca de 10,630 km para cubrir las necesidades de la industria, se planificó un total de 138 carreteras completamente numeradas del 1 al 138. Se hicieron estándares para la fabricación, por ejemplo: se estableció una anchura de 6 metros para cada carril de tráfico y un arcén de 2.5 metros. Existió desde los comienzos una fuerte conexión e intercambio de ideas entre HaFraBa y el desarrollo de las autovías en Italia debido a la participación del ingeniero italiano Piero Puricelli responsable de algunos de los proyectos de autovía italianos, además Robert Otzen hizo visitas a Italia para ver el estado de los trabajos en este país.
El 11 de enero de 1927 tuvo lugar una conferencia en Leipzig con el solo motivo de establecer la ruta de la Autobahn: Berlín – Leipzig – Múnich, en la que estratégicamente se ofrecería la posibilidad de unir Roma mediante el paso alpino de Brenn, en esta conferencia tuvo una preponderancia el único representante de HaFraBa, el Prof. Robert Otzen que ya empezaba a emplear la palabra Autobahn tal y como hoy en día la entendemos. 
En el 31 de mayo de 1928 se tuvo que renombrar la asociación como: Verein zur Vorbereitung der Autostraße Hansestädte–Frankfurt–Basel (Asociación para la preparación de la carretera hanseática de Fráncfort–Basilea), estaba planeado por aquel entonces pasar la autobahn por las ciudades de Bremen y Lübeck y de esta forma se mantuvo inalterable la abreviatura de HaFraBa. Los planes de construcción tenían el siguiente orden: Kassel – Bad Hersfeld – Fulda – Würzburg, pero solo se completó el proyecto hasta Bad Hersfeld ya que quedó interrumpido por las necesidades de la Segunda Guerra Mundial.

### El proyecto Bonn-Colonia
El proyecto HaFraBa chocaba ya desde el año 1930 frontalmente con los planes de la Autobahn pensado inicialmente por los nazis liderada por Fritz Todt, un punto clave para esta confrontación fue el desarrollo y puesta en producción de la Autobahn que unía Bonn – Colonia que comenzó en 1930 y fue inaugurado el 6 de agosto de 1932 por Konrad Adenauer (Por aquel entonces alcalde de Colonia). El éxito de HaFraBa fue reportado con intensidad en la prensa de la época. El proyecto fue ideado como una autovía de cuatro carriles (dos en cada sentido), 2 metros de separación central y con una longitud total de 20 km. Este tramo fue el primero debido a que la zona tenía la mayor densidad de tráfico de la época con picos de hasta 1800 vehículos por hora. Esta situación no era la misma que las autovías italianas de la época que tenían solo dos carriles anchos y en algunos tramos un carril adicional común por el que circulaban vehículos en un solo sentido. Un indicador del éxito puede obtenerse de que en 1928 la media de tráfico pasó a ser de 1.497 vehículos por día en esta ruta llegando a un máximo de 2.073 vehículos por día.

### El fin de la HaFraBa
El proyecto HaFraBa chocaba ya desde el año 1930 frontalmente con los planes de la Autobahn pensado inicialmente por los nazis liderada por Fritz Todt. En una reunión realizada el 23 de mayo de 1933, uno de sus directores Willy Hof informó acerca de diversas conversaciones mantenidas con Hitler sobre el concepto HaFraBa de Autobahn. Hitler quería extender la red para cubrir la nación completamente y de esta forma en la reunión mantenida el 6 de abril de 1933 hizo poner contra las cuerdas a HaFraBa, tras ella la asociación de Fritz Todt denominada «Der regional de Kampfbund deutschen el und Ingenieure de Architekten» («Consejo para la lucha regional de Arquitectos e Ingenieros alemanes»), establecida en Fráncfort, sugirió una investigación sobre los planes de HaFraBa evitando que se conviertan en la base del esquema para la creación de la red de transporte por carretera del país. En una carta datada 13 de junio de 1933 y enviada al nuevo alcalde nazi de Fráncfort, el Dr. Krebs justificó su anulación indicando que el HaFraBa era «solamente un capital sometido a intereses económicos judíos». Esta tentativa fue declinada por la ciudad de Fráncfort, puesto que no deseó poner en peligro el proyecto en sus inicios. En el 24 de junio de 1933 se decidió comenzar rápidamente a construir la sección Fráncfort del Meno-Darmstadt. Esta ruta se considera la primera sección del proyecto nazi del Autobahn.
El 18 de agosto de 1933 la asociación HaFraBa se disolvió obligatoriamente por completo pasando a ser incorporada al proyecto de la compañía Gezuvor - Gesellschaft zur Vorbereitung des Reichs Autobahnbaus (Compañía para la construcción y preparación y construcción de la Autobahn). De esta forma el proyecto algo utópico de Autobahn de HaFraBra fue transferido al proyecto Autobahn del nacionalsocialismo que estaba desproporcionado con la densidad de tráfico existente en la Alemania de aquella época. 
De esta forma el HaFraBa, con el advenimiento de la Segunda Guerra Mundial y la separación de Alemania fue cayendo poco a poco en el olvido y solo la historia de los comienzos de la Autobahn dan presencia de su historia. No obstante hay que recordar que a pesar de sus numerosas actividades, la atención pública recibida, la asociación de Hafraba no logró captar la gran atención del público general. Es posible que la discusión de la propaganda de Hafraba que remarcaba la necesidad de rutas norte-sur fuera poco convincente, un ejemplo de ello fue que la gran parte del tráfico rodado en los años 1924 y 1925 demostró que el tráfico interurbano principal de coches en los caminos existentes fluyó en la dirección de Berlín - Colonia, pero sin embargo el tráfico norte-sur que estaba en observación por el gobierno tenía baja prioridad. Esta es la razón por la que se acabó antes la ruta Berlín - Colonia en el 1942, mientras que la construcción de la ruta Hanóver - Hamburgo todavía no había comenzado.

## Datos del Proyecto

### Proyectos ejecutados
Hasta el final de 1926 el HaFraBa tuvo la ejecución de los siguientes proyectos:
- Tramo de Hamburgo-Gotinga: Prof. Robert Otzen, Hanóver
- Tramo de Gotinga-Gießen: Constructor federal Kurt Becker de Kassel
- Tramo Gießen-Heppenheim: Oberbaurat Uhlfelder, Fráncfort del Meno y Prof. Knapp de Darmstadt
- Tramo de Baden: Feldmann, Karlsruhe

### Las acciones publicitarias
Uno de los objetivos de eta asociación era la divulgación de sus ideas y su éxito puede ser medido en que ya en 1927, existían ya cerca de once publicaciones diferentes sobre transporte. Una de las más conocidas en la época fue el «HAFRABA – Mitteilungsblatt des Hafraba e.V.» que llegó a sacar de la imprenta cerca de 12 publicaciones por año. Comenzando en el año 1932 esta publicación se empezó a denominar “Die Autobahn”. HaFraBa mostraba ya desde sus inicios la débil infraestructura de comunicación de Alemania de los 20 y promovía un esfuerzo en mejorar la situación.

### Los Precios
Los costes de cada vehículo se computaron de la siguiente forma:
- Un automóvil incluyendo el conductor: 2 Pfennig por Kilómetro
- Cada persona adicional: 1 Pfennig por Kilómetro
- Furgonetas: 2 Pfennig por Kilómetro
- Camiones de carga: 1/2 Pfennig por Tonelada y por Kilómetro